# بخش لیبرتی (شهرستان هایلند، اوهایو)
بخش لیبرتی (به انگلیسی: Liberty Township) یک منطقهٔ مسکونی در ایالات متحده آمریکا است که در شهرستان هایلند، اوهایو واقع شده‌است.
 بخش لیبرتی ۱۵۳٫۸ کیلومتر مربع مساحت و ۱۰٬۲۴۲ نفر جمعیت دارد و ۳۲۸ متر بالاتر از سطح دریا واقع شده‌است.